# Вадо дела Лота (Беневенто)
Вадо дела Лота је насеље у Италији у округу Беневенто, региону Кампанија.
Према процени из 2011. у насељу је живело 64 становника. Насеље се налази на надморској висини од 364 м.